# Керування ядерним реактором

## Стійкість роботи реактора
Ядерні реактори проектують так, щоб у будь-який момент процес поділу перебував у стійкій рівновазі відносно малих змін параметрів, які впливають на реактивність. Наприклад, при висуванні керувального стрижня з реактора коефіцієнт розмноження нейтронів стає більшим від одиниці, що при всіх інших незмінних параметрах призводить до експоненціального наростання швидкості ядерної реакції з характерним часом нейтронного циклу від τ = 10-3 с для реакторів на теплових нейтронах до τ = 10-8 с для реакторів на швидких нейтронах. Однак, при підвищенні швидкості ядерної реакції зростає теплова потужність реактора, внаслідок чого зростає температура ядерного палива, що призводить до зменшення перетину захоплення нейтронів і, у свою чергу, до зменшення швидкості ядерної реакції. Таким чином, випадкове підвищення швидкості ядерної реакції гаситься, а викликане переміщенням керувальних стрижнів або повільною зміною інших параметрів  — призводить до квазістаціонарної зміни потужності реактора, а не розвитку вибуху. Описана закономірність є однією з фізичних причин негативного потужнісного коефіцієнта реактивності. 
Для безпечного керування ядерним реактором вкрай важливо, щоб всі коефіцієнти реактивності були негативні. У випадку, якщо хоча б один коефіцієнт реактивності позитивний, робота реактора стає нестійкою, причому час розвитку цієї нестійкості може бути настільки малим, що жодні системи активного аварійного захисту ядерного реактора не встигають спрацювати. Зокрема, аналіз показав, що позитивний паровий коефіцієнт реактивності реактора РБМК став однією з причин Чорнобильської аварії.

## Зниження реактивності
Реактор, що працює в стаціонарному режимі як завгодно довго, являє собою математичну абстракцію. Насправді, процеси, що протікають в реакторі, викликають погіршення розмножувальних властивостей середовища, і без механізму відновлення реактивності реактор не зміг би працювати як завгодно тривалий час. Циркуляція нейтронів у реакторі включає процес поділу; кожний акт поділу означає зменшення кількості атомів подільного матеріалу, а значить, і зменшення k0. Щоправда, атоми, що діляться, частково відновлюються шляхом поглинання надлишку нейтронів ядрами 238U з утворенням 239Pu. Однак накопичення нового подільного матеріалу зазвичай не компенсує втрат подільних атомів, і реактивність зменшується. Крім того, кожен акт поділу супроводжує поява двох нових атомів, ядра яких, як і будь-які інші ядра, поглинають нейтрони. Накопичення продуктів поділу також зменшує реактивність (див. йодна яма). Зменшення реактивності компенсується квазістаціонарним пониженням температури реактора (відповідне збільшення перетину захоплення нейтронів компенсує падіння реактивності та повертає реактор у критичний стан). Однак, активні зони енергетичних реакторів потрібно розігрівати до якомога більшої (проектної) температури, оскільки коефіцієнт корисної дії теплової машини зрештою визначається різницею температур джерела тепла та холодильника — навколишнього середовища. Тому потрібні системи керування для відновлення реактивності й підтримки проектної потужності та температури активної зони. 

## Система керування
Ядерний реактор може працювати із заданою потужністю протягом тривалого часу лише в тому випадку, якщо на початку роботи має запас реактивності. Виняток становлять підкритичні реактори із зовнішнім джерелом теплових нейтронів. Звільнення зв'язаної реактивності в міру її зниження в силу природних причин забезпечує підтримання критичного стану реактора в кожний момент його роботи. Початковий запас реактивності створюють шляхом побудови активної зони з розмірами, що значно переважають критичні. Щоб реактор не ставав надкритичним, одночасно штучно знижують k0 розмножувального середовища. Це досягається введенням в активну зону речовин-поглиначів нейтронів, які можна згодом видаляти з активної зони. Так само як і в елементах регулювання ланцюгової реакції, сполуки-поглиначі входять до складу матеріалу стрижнів того чи іншого поперечного перерізу, що переміщаються по відповідних каналах в активній зоні. Але якщо для регулювання достатньо одного-двох або декількох стрижнів, то для компенсації початкового надлишку реактивності число стрижнів може досягати сотні. Ці стрижні називають компенсувальними. Регулювальні та компенсувальні стрижні не обов'язково являють собою різні елементи за конструктивним оформленням. Певна кількість компенсувальних стрижнів можуть бути стрижнями регулювання, проте функції тих і інших відрізняються. Регулювальні стрижні призначені для підтримки критичного стану в будь-який момент часу, для зупинки, пуску реактора, переходу з одного рівня потужності на інший. Всі ці операції вимагають малих змін реактивності. Компенсувальні стрижні поступово виводяться з активної зони реактора, забезпечуючи критичний стан протягом усього часу його роботи. 
Іноді стрижні керування роблять не з матеріалів-поглиначів, а з подільних речовин або матеріалу-розсіювача. У теплових реакторах  — це переважно поглиначі нейтронів. Однак ефективних поглиначів швидких нейтронів немає. Такі поглиначі, як кадмій, гафній та інші, сильно поглинають лише теплові нейтрони завдяки близькості першого резонансу до теплової області, а за межами останньої нічим не відрізняються від інших речовин за своїми поглинальними властивостями. Виняток становить бор, перетин поглинання нейтронів якого зменшується з енергією значно повільніше, ніж у зазначених сполук, за законом l/v. Тому бор поглинає швидкі нейтрони хоча й слабко, але дещо краще від інших сполук. Матеріалом-поглиначем в реакторі на швидких нейтронах може служити лише бор, за можливості збагачений ізотопом 10В. Крім бору в реакторах на швидких нейтронах для стрижнів керування застосовують і подільні матеріали. Компенсувальний стрижень з подільного матеріалу виконує ту саму функцію, що й стрижень-поглинач нейтронів: збільшує реактивність реактора при природному її зменшенні. Однак, на відміну від поглинача, такий стрижень на початку роботи реактора розташований за межами активної зони, а потім вводиться в активну зону. З матеріалів-розсіювачів у швидких реакторах використовують нікель, що має перетин розсіювання швидких нейтронів дещо більший, ніж інші сполуки. Стрижні-розсіювачі розташовують по периферії активної зони і їх занурення у відповідний канал викликає зменшення витоків нейтронів з активної зони, а отже, зростання реактивності. У деяких спеціальних випадках цілям керування ланцюговою реакцією слугують рухливі частини відбивачів нейтронів, які при переміщенні змінюють витік нейтронів з активної зони. Регулювальні, компенсувальні та аварійні стрижні спільно з усім устаткуванням, що забезпечує їх нормальне функціювання, утворюють систему керування та захисту реактора (СКЗ). 

## Аварійний захист
Основна стаття: Аварійний захист ядерного реактора
На випадок непередбаченого катастрофічного розвитку ланцюгової реакції, а також виникнення інших аварійних режимів, пов'язаних з енерговиділенням в активній зоні, конструкція кожного реактора передбачає екстрене припинення ланцюгової реакції, здійснюване скиданням в активну зону спеціальних аварійних стрижнів або стрижнів безпеки. Аварійні стрижні виготовляють з матеріалу, що поглинає нейтрони. Вони скидаються під дією сили тяжіння в центральну частину активної зони, де потік найбільший, а значить, і найбільша негативна реактивність, що її вносить в реактор стрижень. Стрижнів безпеки, як і регулювальних, зазвичай два або декілька, проте на відміну від регуляторів вони повинні зв'язувати якомога більшу величину реактивності. Роль стрижнів безпеки може виконувати й частина компенсувальних стрижнів. 